# جو ستيفنز
جو ستيفنز (28 يناير 1973 في الولايات المتحدة - ) (بالإنجليزية: Joe Stephens)‏ هو لاعب كرة سلة أمريكي في مركز هجوم صغير الجسم. لعب مع أسفيل باسكت وهيوستن روكتس.

## وصلات خارجية
- جو ستيفنز على موقع إن بي أي (الإنجليزية)
- جو ستيفنز على موقع سبورتس رفرنس (الإنجليزية)
- جو ستيفنز على موقع كرة السلة الأوروبية.كوم (الإنجليزية)
- جو ستيفنز على موقع كلية كرة السلة في سبورتس رفرنس.كوم (الإنجليزية)
- جو ستيفنز على موقع ريلجم (الإنجليزية)
- جو ستيفنز على موقع بروبوليرز (الإنجليزية)